# The Scrappin' Kid
The Scrappin' Kid es una película del oeste muda estadounidense de 1926 dirigida por Clifford Smith y protagonizada por Art Acord, Velma Connor y Jimmy Boudwin.

## Trama
Como se describe en una reseña de una revista de cine, Bill Bradley (Acord) aparece como un tipo que vive en un pequeño rancho. Durante un incendio forestal, salva a una niña y a su hermano y hermana pequeños. Los bandidos del correo han robado el escondite de un tren en las colinas y finalmente se aventuran y hacen prisionero a Bill. Se escapa y envía a su perro al sheriff. Los bandidos capturan a la niña y la llevan a su guarida. Bill los persigue y lucha contra ellos, y aparece el sheriff y los detiene. Bill gana la niña y una recompensa para pagar la hipoteca de su rancho.

## Elenco
- Art Acord como Bill Bradley
- Velma Connor como Betty Brent
- Jimmy Boudwin como Mike Brent
- C.E. Anderson como Hank Prince
- Jess Deffenbach como Pete Hendricks
- Hank Bell como Slim Hawks
- Edmund Cobb como Cliff Barrowes
- Dudley Hendricks como Sheriff Bolton